# Trancecore
Trancecore (znám také jako Hardcore Trance) je, jak již název napovídá, kombinace Trancu a Hardcoru (především Happy Hardcoru a Freeformu). Obsahuje tvrdé 4/4 beaty a povznášející melodie či vokály, které jsou známé např. u Epic Trancu. BPM se pohybuje kolem hodnoty 200. 

Trancecore by se mohl plést s Hardstylem, ale Hardstyle je mnohem pomalejší a má blíže k Nu Style Gabberu.

## Nejznámější interpreti
- Deejay Bee
- DJ Breeze
- DJ Seduction
- Dougal
- Gammer
- Overflow
- Sharkey
- TKM

## Nejznámější labely
- Essential Platinum
- Infinity Recordings
- Maximum Impact